# Histiotus montanus
Histiotus montanus é uma espécie de morcego da família Vespertilionidae descrita por Philippi & Landbeck em 1861

## Distribuição
Pode ser encontrada na Argentina, Chile, Uruguai, Brasil, Bolívia, Peru, Ecuador e Colômbia.

## Habitat e Ecologia
Em países com um clima predominantemente tropical, a espécie é encontrada principalmente em áreas altas e montanhosas. Já em países mais ao sul, com clima mais frios, como a Argentina, Chile e Uruguai, bem como no Sul do Brasil, vem sendo registrada também em áreas mais baixas. 
É encontrada em poleiros em residências, cavernas e árvores ocas, formando colônias com até 20 indivíduos.
Na parte sul de seu alcance (Chile e Argentina), indivíduos foram registrados hibernando.

## Dieta
Assim como outros morcegos verspertilionídeos, Histiotus montanus se alimenta principalmente de insetos.